# Giorgos Stathakis

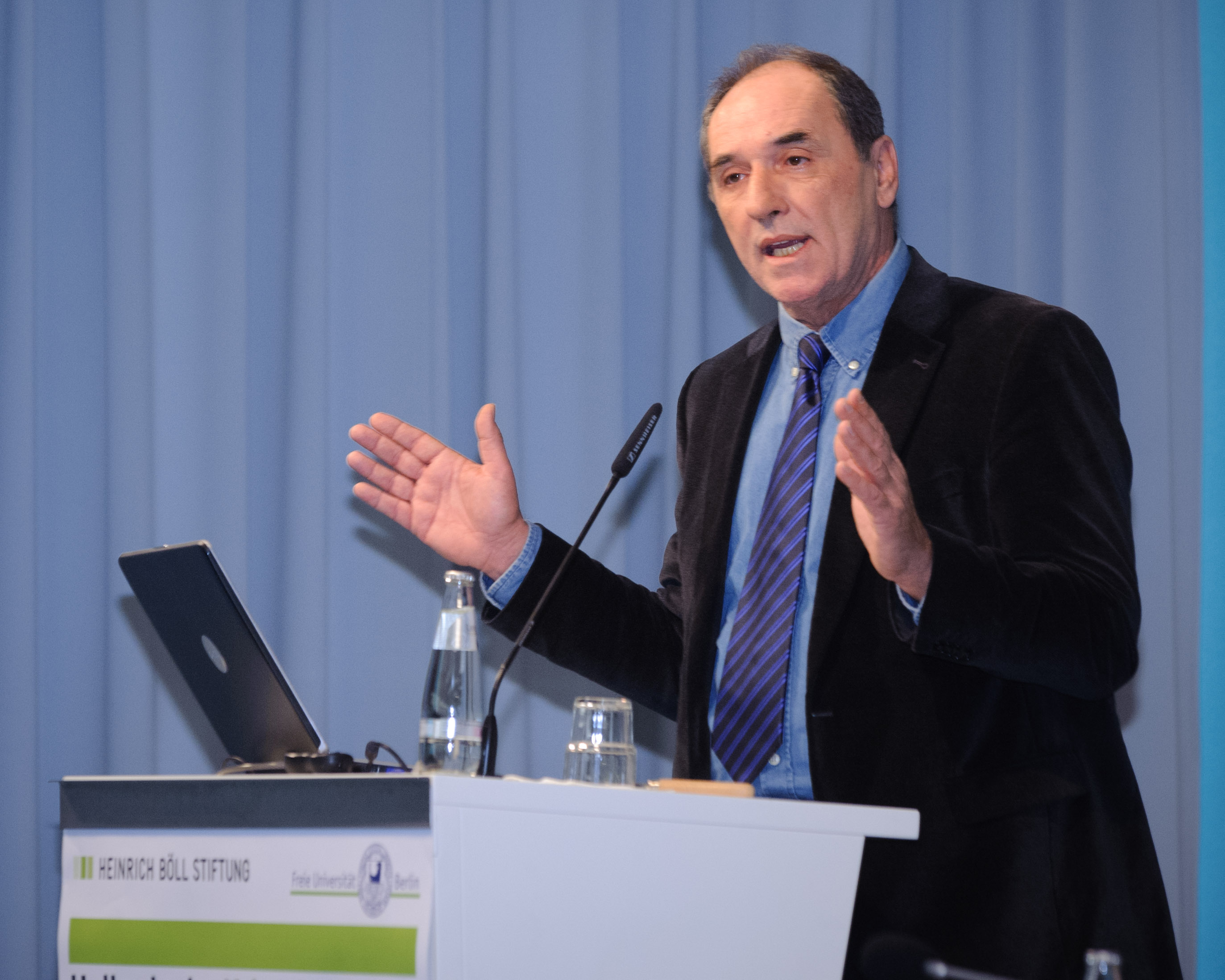
Giorgos Stathakis, 2012

Giorgos Stathakis (griechisch Γιώργος Σταθάκης, * 8. November 1953 in Chania) ist ein griechischer Ökonom und Politiker der Partei SYRIZA.

## Akademische Ausbildung & Laufbahn
Stathakis studierte Wirtschaftswissenschaften in Athen und  an der University of  Newcastle upon Tyne in Großbritannien, wo er 1983 promoviert wurde. Danach schlug er eine wissenschaftliche Laufbahn ein; er wurde Hochschullehrer, zunächst an der Universität Patras und ab 1988 an der Universität Kreta.
Er beschäftigte sich wissenschaftlich mit Volkswirtschaftslehre, Internationaler Wirtschaft, Geschichte der Wirtschaftstheorien, Marxistischer Wirtschaftstheorie, Wirtschaft Griechenlands und des Balkans und Technologie.

## Politische Laufbahn
Er war vom 27. Januar 2015 bis 28. August 2015 und war seit 23. September 2015 bis zur Regierungsumbildung vom 4. November 2016 erneut Minister für Wirtschaft, Infrastruktur, Handelsmarine und Tourismus im Kabinett Alexis Tsipras I und II.